# Federación Mundial de Sordos
La Federación Mundial de Sordos conocida como World Federation of the Deaf (WFD), es una organización no gubernamental internacional.
Cuenta con delegados de 133 países miembros que representan a los 70 millones de personas sordas que hay en todo el mundo.
Las personas sordas usuarias de lengua de señas se reúnen cada cuatro años en los congresos mundiales que organiza la WFD. El XVII Congreso Mundial de la Federación Mundial de Sordos se realizó en Estambul desde el 28 de julio hasta el 1 de agosto de 2015. 
En París  del 23 al 27 de julio de 2019, se realizó el XVIII Congreso de la Federación Mundial de Personas Sordas (XVIII World Congress of the World Federation of the Deaf), organizado por la Federación Nacional de Personas Sordas de Francia. Recibió en su inauguración ub mensaje desde  Alta Comisionada de las Naciones Unidas para los Derechos Humanos, Michelle Bachelet donde la ONU se compromete a fomentar el uso del lenguaje de señas:

"La Convención sobre los derechos de las personas con discapacidad reconoce y promueve el uso del lenguaje de señas como parte de su compromiso con la igualdad integradora. Este reconocimiento es una promesa de los Estados de aceptar y respetar los derechos de todas las personas a preservar sus identidades y de empoderarlas para que puedan participar en la configuración de nuestras comunidades(...) Para concretar este compromiso, las Naciones Unidas aprobaron en fecha reciente su primera Estrategia de inclusión de las personas con discapacidad"
Michelle Bachelet, Alta Comisionada de las Naciones Unidas para los Derechos Humanos

El lema del congreso fue “Derecho a la lengua de signos para todos, el programa del congreso abordó seis temas: Lengua de signos, Educación para estudiantes sordos, Cooperación internacional y desarrollo, Tecnología y accesibilidad, Salud y Empleo.
El presidente actual del organismo es la chilena Pamela Molina, primera representante desde el sur global. Los once miembros del consejo son todos sordos. 

## Congreso Mundial de WFD
- XV Congreso Mundial: Madrid del 16 al 22 de julio de 2007.
- XVI Congreso Mundial: Durban, del 18 al 24 de julio de 2011
- XVII Congreso Mundial: Estambul del 28 de julio al 1 de agosto de 2015.
- XVIII Congreso Mundial:  París del 23 al 27 de julio de 2019.

### Lista de presidentes
- 1951-1955:  Vittorio Ieralla.
- 1955-1983:  Dragoljub Vukotić.
- 1983-1995:  Yerker Andersson.[3]
- 1995-2003:  Liisa Kauppinen.
- 2003-2011:  Markku Jokinen.
- 2011-2019:  Colin Allen.[4]
- 2019-2020:  Joseph Murray.
- 2021 - presente:  Pamela Molina.[5]

Desde 2011 al 2019, vicepresidente Joseph Murray.

## Elenco de las asociaciones
| Número        | Año  | País                           | Sigla          | Asociación |  |
| ------------- | ---- | ------------------------------ | -------------- | --- |  |
| 1 (I)         | 1932 | Italia                         | ENS            | Ente Nazionale Sordi |  |
| 2 (II)        |      | Afganistán                     | ANAD AFG       | Afganistán National Association of the Deaf                                                                                             |  |
| 3 (III)       |      | Albania                        | ANAD           | Albanian National Association of the Deaf                                                                                               |  |
| 4 (IV)        |      | Argelia                        | FNSA           | Fédération Nationale des Sourds d'Algérie                                                                                               |  |
| 5 (V)         |      | Argentina                      | CAS            | Confederación Argentina de Sordomudos                                                                                                   |  |
| 6 (VI)        |      | Armenia                        | --             | Armenian Deaf Society |  |
| 7 (VII)       |      | Australia                      | AUS DEAF       | Deaf Australia |  |
| 8 (VIII)      |      | Austria                        | OEGLB          | Österreichischer Gehörlosenbund |  |
| 9 (IX)        |      | Azerbaiyán                     | AZOG           | Azerbaijan Society of the Deaf |  |
| 10 (X)        |      | Bangladés                      | BNFD           | Bangladés National Federation of the Deaf                                                                                               |  |
| 11 (XI)       |      | Bielorrusia                    | BELOG          | Byelorussian Society of the Deaf |  |
| 12 (XII)      |      | Bélgica                        | FFSB - FEVLADO | Belgian Federation of Flemish Organisation - Federation Francophone des Sourds de Belgique                                              |  |
| 13 (XIII)     |      | Benín                          | EPHA           | Association Nationale des Sourds du Benin                                                                                               |  |
| 14 (XIV)      |      | Bolivia                        | FEBOS          | Federación Boliviana de Sordos |  |
| 15 (XV)       |      | Bosnia-Herzegovina             | DEAF-BIH       | Association of the Deaf and Hard of Hearing                                                                                             |  |
| 16 (XVI)      |      | Botsuana                       | BAOD           | Botsuana Association of the Deaf |  |
| 17 (XVII)     |      | Brasil                         | FENEIS         | Federación Nacional de Educacione Integracao dos Surdos                                                                                 |  |
| 18 (XVIII)    |      | Bulgaria                       | SGB            | Union of the Deaf in Bulgaria |  |
| 19 (XIX)      |      | Burkina Faso                   | UNADAB         | Union Nationale des Associations des Deficients Auditifs du Burkina                                                                     |  |
| 20 (XX)       |      | Burundi                        | BNADeaf        | Association Nationale des Sourds du Burundi                                                                                             |  |
| 21 (XXI)      |      | Camerún                        | ANSCAM         | Association Nationale Des Sourds du Cameroon                                                                                            |  |
| 22 (XXII)     |      | Canadá                         | CAD            | Canadian Association of the Deaf |  |
| 23 (XXIII)    |      | Chad                           | ANDAT          | Chadian National Association of the Hearing Impaired                                                                                    |  |
| 24 (XXIV)     |      | Chile                          | ASOCH          | Asociación de Sordos de Chile |  |
| 25 (XXV)      |      | China                          | CDPF           | China Association of the Deaf |  |
| 26 (XXVI)     |      | Colombia                       | FENASCOL       | Federación Nacional de Sordos de Colombia                                                                                               |  |
| 27 (XXVII)    |      | República Democrática de Congo | ---            | Association Nationale des Sourds du Congo                                                                                               |  |
| 28 (XXVIII)   |      | República del Congo            | ANSDACO        | Association Nationale des Sourds et Deficients Auditifs du Congo                                                                        |  |
| 29 (XXXIX)    | 1974 | Costa Rica                     | ANASCOR        | Asociación Nacional de Sordos de Costa Rica                                                                                             |  |
| 30 (XXX)      |      | Costa de Marfil                | ANASOCI        | Association Nationale des Sourds de Cote d'Ivoire                                                                                       |  |
| 31 (XXXI)     |      | Croatia                        | GLUHIH         | Croatian Association of the Deaf and Hard of Hearing                                                                                    |  |
| 32 (XXXII)    | 1978 | Cuba                           | ANSOC          | Asociación Nacional de Sordos de Cuba                                                                                                   |  |
| 33 (XXXIII)   |      | Cipro                          | CYDF           | Cyprus Deaf Federation |  |
| 34 (XXXIV)    |      | República Checa                | SNNCR          | Union of the Deaf and Hard of Hearing in the Czech Republic                                                                             |  |
| 35 (XXXV)     |      | Dinamarca                      | DDL            | Danske Døves Landsforbund |  |
| 36 (XXXVI)    |      | República Dominicana           | ANSORDO        | Asociación Nacional de Sordos de la República Dominicana                                                                                |  |
| 37 (XXXVII)   |      | Ecuador                        | FENASEC        | Federación Nacional de Sordos de Ecuador                                                                                                |  |
| 38 (XXXVIII)  |      | El Salvador                    | ASS            | Asociación Salvadoreña de Sordos |  |
| 39 (XXXIX)    |      | Eritrea                        | ENAD           | National Deaf Association of Eritrea |  |
| 40 (XL)       |      | Estonia                        | EKL            | Eesti Kurtide Liit |  |
| 41 (XLI)      |      | Etiopía                        | ENAD           | Ethiopian National Association of the Deaf                                                                                              |  |
| 42 (XLII)     |      | Fiji                           | FAD            | Fiji Association of the Deaf |  |
| 43 (XLIII)    |      | Finlandia                      | FAD            | The Finnish Association of the Deaf |  |
| 44 (XLIV)     | 1897 | Francia                        | FNSF           | Fédération Nationale des Sourds de France                                                                                               |  |
| 45 (XLV)      |      | Gambia                         | GADHOH         | Gambia Association of the Deaf and Hard of Hearing                                                                                      |  |
| 46 (XLVI)     |      | Georgia                        | UDG            | Union of the Deaf of Georgia |  |
| 47 (XLVII)    |      | Alemania                       | DGB            | Deutscher Gehörlosen-Bund |  |
| 48 (XLVIII)   |      | Ghana                          | GNAD           | Ghana National Association of the Deaf                                                                                                  |  |
| 49 (XLIX)     |      | Grecia                         | HFD            | Hellenic Federation of the Deaf |  |
| 50 (L)        |      | Guatemala                      | ASORGUA        | Asociación de Sordos de Guatemala |  |
| 51 (LI)       |      | Guinea                         | AGS            | Association Guinéenne des Sourds |  |
| 52 (LII)      |      | Honduras                       | ANSH           | Asociación Nacional de Sordos de Honduras                                                                                               |  |
| 53 (LIII)     |      | Hong Kong                      | HKAD           | Hong Kong Association of the Deaf |  |
| 54 (LIV)      |      | Hungría                        | SINOSZ         | Hungarian Association of the Deaf and Hard of Hearing                                                                                   |  |
| 55 (LV)       |      | Islandia                       | FH             | Felag heyrnarlausra |  |
| 56 (LVI)      |      | India                          | AIFD           | All India Federation of the Deaf |  |
| 57 (LVII)     |      | Indonesia                      | IAWD           | Indonesian Association for the Welfare of the Deaf                                                                                      |  |
| 58 (LVIII)    |      | Irán                           | INCD           | Iranian National Center of the Deaf |  |
| 59 (LIX)      |      | Irlanda                        | IDS            | Irish Deaf Society |  |
| 60 (LX)       |      | Israel                         | ADI            | The Association of the Deaf in Israel                                                                                                   |  |
| 61 (LXI)      |      | Japón                          | JFD            | Japanese Federation of the Deaf |  |
| 62 (LXII)     |      | Kazajistán                     | KSD            | Kazakhstan Society of the Deaf |  |
| 63 (LXIII)    |      | Kenia                          | KNAD           | Kenya National Association of the Deaf                                                                                                  |  |
| 64 (LXIV)     |      | Corea del Sur                  | SKAD           | South - Korean Association of the Deaf                                                                                                  |  |
| 65 (LXV)      |      | Kuwait                         | KCD            | Kuwait Club for the Deaf |  |
| 66 (LXVI)     |      | Letonia                        | LNS            | Latvian Association of the Deaf |  |
| 67 (LXVII)    |      | Líbano                         | AOSML          | Association de L'Oeuvre des Sourds-Muets au Liban                                                                                       |  |
| 68 (LXVIII)   |      | Lesoto                         | NADL           | National Association of the Deaf Lesotho                                                                                                |  |
| 69 (LXIX)     |      | Liberia                        | LNAD           | Liberia National Association of the Deaf                                                                                                |  |
| 70 (LXX)      |      | Libia                          | LGFDS          | Libyan General Federation of Deaf Societies                                                                                             |  |
| 71 (LXXI)     |      | Lituania                       | LKS            | Lithuanian Deaf Association |  |
| 72 (LXXII)    |      | Macao                          | CTM            | Macau Deaf Association |  |
| 73 (LXXIII)   |      | Macedonia del Norte            | SGNM           | National association of deaf and Hard of Hearing of the Republic of North Macedonia                                                     |  |
| 74 (LXXIV)    |      | Madagascar                     | FMM            | Federation of the Deaf in Madagascar |  |
| 75 (LXXV)     |      | Malawi                         | MANAD          | Malawi National Association of the Deaf                                                                                                 |  |
| 76 (LXXVI)    |      | Malesia                        | MFD            | Malaysia Federation of the Deaf |  |
| 77 (LXXVII)   |      | Mali                           | AMASourds      | Mali Association of the Deaf |  |
| 78 (LXXVIII)  |      | Malta                          | GPNS           | G�aqda Persuni Neqsin mis-Smig� |  |
| 79 (LXXIX)    |      | México                         | FEMESOR        | Federación Mexicana de Sordos |  |
| 80 (LXXX)     |      | Moldavia                       | ---            | Association of the Deaf of Republic Moldova                                                                                             |  |
| 81 (LXXXI)    |      | Mongolia                       | MGLD           | Mongolian Association of the Deaf |  |
| 82 (LXXXII)   |      | Marruecos                      | AMS            | Association Marocaine des Sourds |  |
| 83 (LXXXIII)  |      | Mozambique                     | ADM            | Association of the Deaf in Mozambique                                                                                                   |  |
| 84 (LXXXIV)   |      | Namibia                        | NNAD           | Namibian National Association of the Deaf                                                                                               |  |
| 85 (LXXXV)    |      | Nepal                          | NDFN           | Nepal Deaf Federation |  |
| 86 (LXXXVI)   |      | Holanda                        | ---            | Dovenschap |  |
| 87 (LXXXVII)  |      | Nueva Zelanda                  | DANZ           | Deaf Aotearoa New Zealand |  |
| 88 (LXXXVIII) |      | Nicaragua                      | ANSNIC         | Asociación Nacional de Sordos de Nicaragua                                                                                              |  |
| 89 (LXXXIX)   |      | Niger                          | ASN            | Association des Sourds du Niger |  |
| 90 (XC)       |      | Nigeria                        | NNAD           | Nigeria National Association of the Deaf                                                                                                |  |
| 91 (XCI)      |      | Noruega                        | NDB            | Norges Döveforbund |  |
| 92 (XCII)     |      | Pakistan                       | PAD            | Pakistan Association of the Deaf |  |
| 93 (XCIII)    |      | Panamá                         | ANSPA          | Asociación Nacional de Sordos de Panamá                                                                                                 |  |
| 94 (XCIV)     |      | Paraguay                       | CSP            | Centro de Sordos del Paraguay |  |
| 95 (XCV)      |      | Perú                           | FENASOP        | Federación Nacional de Sordos del Perú                                                                                                  |  |
| 96 (XCVI)     |      | Filipinas                      | PFD            | Philippine Federation of the Deaf |  |
| 97 (XCVII)    |      | Polonia                        | PZG            | Polski ZwiĄzek GŁuchych |  |
| 98 (XCVIII)   |      | Portugal                       | FPAS           | Federacão Portuguesa das Associacões de Surdos                                                                                          |  |
| 99 (XCIX)     |      | Catar                          | ---            | The Qatari Center of Social Cultural for the Deaf                                                                                       |  |
| 100 (C)       |      | Rumania                        | ANSR           | Asociatia Nationalá a Suzilor din Romania                                                                                               |  |
| 101 (CI)      |      | Rusia                          | A-RSD          | All-Russian Society of the Deaf |  |
| 102 (CII)     |      | Ruanda                         | RNUD           | Rwanda National Union of the Deaf |  |
| 103 (CIII)    |      | Senegal                        | ANSS           | Association Nationale des Sourds du Senegal                                                                                             |  |
| 104 (CIV)     |      | Serbia                         | SGNSCG         | Savez Gluvih - Nagluvih Srbije - Crne Gore                                                                                              |  |
| 105 (CV)      |      | Sierra Leone                   | SLAD           | Association of the Deaf Sierra Leone |  |
| 106 (CVI)     |      | Singapur                       | SAD            | The Singapore Association for the Deaf                                                                                                  |  |
| 107 (CVII)    |      | Slovakia                       | ANEPS          | Asociácia Nepoćyjủcich Slovenska |  |
| 108 (CVIII)   |      | Slovenia                       | ZGNS           | Zvesa društev gluhih in naglušnih Slovenije                                                                                             |  |
| 109 (CIX)     |      | Somalia                        | SNAD           | Somalí National Association of the Deaf                                                                                                 |  |
| 110 (CX)      |      | Sudáfrica                      | DEAFSA         | Deaf Federation of South Africa |  |
| 111 (CXI)     |      | España                         | CNSE           | Confederación Estatal de Personas Sordas                                                                                                |  |
| 112 (CXII)    |      | Sri Lanka                      | CFD            | Sri Lanka Central Federation of the Deaf                                                                                                |  |
| 113 (CXIII)   |      | Sudan                          | SNSD           | Sudanese National Society for the Deaf                                                                                                  |  |
| 114 (CXIV)    |      | Swaziland                      | SNAD           | Swaziland National Association of the Deaf                                                                                              |  |
| 115 (CXV)     |      | Suecia                         | SDR            | Swedish National Association of the Deaf                                                                                                |  |
| 116 (CXVI)    |      | Suiza                          | SGB-FSS        | Schweizerischer Gehörlosenbund (in tedesco) - Fédération Suisse des Sourds (in francese) - Federazione dei Sordi Svizzeri (in italiano) |  |
| 117 (CXVII)   |      | Siria                          | SFSWD          | Syrian Federation of Societies for the Welfare of the Deaf (sospeso)                                                                    |  |
| 118 (CXVIII)  |      | Tayikistán                     | ---            | Tajik Society of the Deaf |  |
| 119 (CXIX)    |      | Tanzania                       | TAD            | Tanzania Association of the Deaf |  |
| 120 (CXX)     |      | Tailandia                      | NADT           | National Association of the Deaf in Thailand                                                                                            |  |
| 121 (CXXI)    |      | Togo                           | AST            | Association des Sourds du Togo |  |
| 122 (CXXII)   |      | Tunisia                        | VST            | Association Voix du Sourd de Tunisie |  |
| 123 (CXXIII)  |      | Turquía                        | TNFD           | Turkish National Federation of the Deaf                                                                                                 |  |
| 124 (CXXIV)   |      | Uganda                         | UNAD           | Uganda National Association of the Deaf                                                                                                 |  |
| 125 (CXXV)    |      | Ucrania                        | USD            | Ukrainian Society of the Deaf |  |
| 126 (CXXVI)   |      | Inglaterra                     | BDA            | British Deaf Association |  |
| 127 (CXXVII)  |      | Estados Unidos                 | NAD            | United States of America, National Association of the Deaf                                                                              |  |
| 128 (CXXVIII) |      | Uruguay                        | ASUR           | Asociación de Sordos del Uruguay |  |
| 129 (CXXIX)   |      | Uzbekistán                     | UzSD           | Uzbek Society of the Deaf |  |
| 130 (CXXX)    |      | Venezuela                      | CONSORVEN      | Confederación Sordos de Venezuela |  |
| 131 (CXXXI)   |      | Zambia                         | ZNAD           | Zambia National Association of the Deaf                                                                                                 |  |
| 132 (CXXXII)  |      | Zimbabue                       | ZIMNAD         | Zimbabwe National Association of the Deaf                                                                                               |  |
| 133 (CXXXIII) |      | México                         | UNSM           | Unión Nacional de Sordos de México A.C.                                                                                                 |  |